# Mûrs-Erigné
Mûrs-Erigné je obec ve Francii. Leží v departementu Maine-et-Loire v regionu Pays de la Loire. Obec má rozlohu 17,29 km² a žije v ní 5522 obyvatel. První písemná zmínka pochází z roku 1090, ke spojení částí Mûrs a Erigné došlo v roce 1953.
Nachází se 15 km jižně od Angers a protéká jím Louet, rameno Loiry. Proslulo těžbou říčního písku a vinařstvím. Významnou památkou je kostel Saint-Pierre d'Érigné, založený v 15. století. Za povstání ve Vendée zde probíhaly tvrdé boje, které připomíná pomník padlých.
Pochází odsud judistický reprezentant Cyril Soyer.

## Partnerská města
- Tudela de Duero, Španělsko
- Cornu, Rumunsko
- Egeln, Německo
- Bzenec, Česko